# Sanchezia
Sanchezia es un género de plantas con flores perteneciente a la familia Acanthaceae. El género tiene 64 especies herbáceas distribuidas por las regiones tropicales de América, principalmente de Perú y Chile.

## Taxonomía
El género fue descrito por Ruiz & Pav. y publicado en Florae Peruvianae, et Chilensis Prodromus 5, t. 32. 1794.

## Etimología
Sanchezia: nombre genérico llamado así en honor de José Sánchez, un profesor de botánica del siglo XIX en Cádiz, España.

## Especies seleccionadas
- Sanchezia arborea Leonard & L.B.Sm.
- Sanchezia aurantica Leonard & L.B.Sm.
- Sanchezia aurea Leonard & L.B.Sm.
- Sanchezia bicolor Leonard & L.B.Sm.
- Sanchezia cyathibractea Mildbr.
- Sanchezia filamentosa Lindau
- Sanchezia siraensis Wassh.
- Sanchezia speciosa